# Maria Lacerda de Moura
Pour les articles homonymes, voir Moura (homonymie) et Lacerda.
Maria Lacerda de Moura (16 mai 1877 au Minas Gerais— 20 mars 1945 à Rio de Janeiro) est une féministe libertaire brésilienne.

## Aperçu biographique
Maria Lacerda de Moura poursuit des études à l'École Normale de Barbacena et devient enseignante en 1904. Politiquement, elle adhère aux idées développées par les anarchistes et en particulier, celles défendues par Francisco Ferrer Guardia, libre-penseur et pédagogue libertaire. Comme lui, elle est convaincue de l'importance du rôle de l'éducation dans le développement des individus et souligne qu'en ce qui concerne les femmes, elle est un moyen de les affranchir du poids des traditions sociales et religieuses qu'elles subissent.
Elle s'engage alors dans la lutte contre l'illettrisme et œuvre pour faciliter l'accès des femmes au savoir. La création de La Ligue contre l'illettrisme constitue ainsi une concrétisation de son engagement dans ce domaine. En 1920, elle fonde à Rio de Janeiro une Liga para a Emancipação Intelectual da Mulher (ligue pour l'émancipation intellectuelle des femmes) qui revendique l'attribution du droit de vote aux femmes. Elle contribue également à la fondation d'une Fédération féminine internationale (Federação Internacional Feminina) avec Bertha Lutz et Isabel Cerruti. Elle est considérée comme l'une des pionnières du féminisme brésilien :
« Les prémices d’un mouvement d’émancipation se manifestent au Brésil en même temps qu’en Europe occidentale et en Amérique du Nord : le premier journal féminin, Le journal des Dames, date de 1852. quelques féministes modérées réclament le droit à l’éducation pour que les femmes puissent remplir leur rôle de mère ou pour une « question de raffinement spirituel » ; d’autres, plus incisives, pour parvenir à l’indépendance économique. La bataille pour les droits civils et politiques, parfois même pour le divorce, commence, avec Bertha Lutz à la tête d’un mouvement suffragiste et Maria Lacerda de Moura qui conteste la double morale sexuelle. »
Parallèlement à son engagement féministe, elle se consacre également à l'amélioration des conditions de vie des gens dans le besoin et combat en compagnie d'autres femmes pour permettre aux sans-abris d'avoir un accès au logement. Son combat féministe se révèle ainsi également humanitaire.
Elle s'installe à São Paulo en 1921. Elle écrit de nombreux articles  dans la presse anarchiste brésilienne, argentine, uruguayenne et espagnole où elle dénonce l'oppression sexiste subie par les femmes quelle que soit leur condition sociale. La sexualité de la femme est l'un de ses thèmes de prédilection dont elle aborde de front tous les aspects (virginité, plaisir, maternité...), ce que peu de femmes osaient alors faire au Brésil. Enfin, elle crée la revue Renascença en 1923.
Entre 1928 et 1937, elle rejoint une communauté agricole autogérée anarchiste à Guararema, composée d'anarchistes individualistes et d'exilés ou de déserteurs espagnols, français et italiens et elle considère que cette expérience correspond à la période la plus féconde de son activité intellectuelle. Cependant, sous la pression du gouvernement de Getúlio Vargas, la communauté doit être abandonnée. Maria Lacerda se réfugie alors à Rio de Janeiro, où elle termine sa vie en poursuivant son combat et ses travaux.

## Une révolution sexuelle inachevée
Son féminisme est indissociable de sa défense de l'amour libre. Elle se situe au cœur d'une réflexion mondiale sur le problème des sexes et l'amour, notamment avec le Dr Juan Lazarte et Julio Barcos en Argentine ; le Dr Marañon en Espagne ; Kollontaï et Nemilov en Russie ; Havelock Ellis, Jaime Brasil, Valentín Camp, E. Armand, Meidel-Hess et bien d'autres qu'elle ne mentionne pas.
Han Ryder, qu'elle qualifie de "génial précurseur" pour ses ouvrages L'Amour Plural et Prenez-moi tous !, la décrit ainsi dans une lettre du 30 mars 1928 :
Votre étude sur L'Amour Plural est une merveille de compréhension, non seulement du livre mais de tous les problèmes qu'il soulève. Jamais personne ne m'a donné aussi complètement la joie de me voir compris dans la pensée, dans mon rêve, dans leurs nuances, dans mon respect de la pensée d'autrui.
Je répète toujours que la tête doit être exceptée dans l'amour, que je ne dois ni imposer ma pensée et son rythme ni épouser docilement une autre pensée ; que ce qui est beau et heureux dans une harmonie, détruirait souvent l'harmonie voisine. Mais, quelle joie quand les deux pensées également spontanées se ressemblent naturellement comme des sœurs.

Seule, jusqu'ici, Maria Lacerda de Moura m'a donné, dans toute sa plénitude, cette joie rare.
E. Armand, pour qui elle exprime également de l'admiration, la situera à l'extrême pointe des féministes dans son ouvrage La révolution sexuelle ou la camaraderie amoureuse. Dans cet ouvrage, il reproduit un article inséré dans l’en dehors du 15 août 1932 dans lequel Maria Lacerda de Moura critique la féminophobie, y compris chez les anarchistes, de ceux qui ne voient pas que l’union monogame et la famille “indestructible” sont la base et le soutien de la Religion, de l’État et de la Propriété-Privée :
Il existe un bon nombre d’anarchistes – écrit-elle – qui considèrent emphatiquement Kropotkine comme leur coreligionnaire et qui, en ce qui concerne l’esclavage sexuel et amoureux de la femme, sont encore dans les langes. Ils croient, les malheureux, qu’elle n’est ni ne doit être la maîtresse de son corps, mais que son rôle est de se soumettre aux caprices de l’homme, concrètement d’appartenir seulement et exclusivement à un seul homme. Ils ne se rendent pas compte que leur manière de voir est absolument la même que celle des partisans du mariage légal, religieux ou civil, étant donné que l’union monogame et la famille “indestructible” sont la base et le soutien de la Religion, de l’État et de la Propriété-Privée.

## Œuvre
- Em torno da educação, 1918
- Renovação, Bello Horizonte, 1919
- A mulher moderna e o seu papel na sociedade atual (la femme moderne et son rôle dans la société actuelle), 1923
- Religião do Amor e da Beleza (religion de l'amour et de la beauté), 1926
- Han Ryner e o amor plural (Han Ryner et l'amour pluriel), Unitas, 1928
- Amai e não vos multipliqueis (aimez et ne vous multipliez pas), Civilização Brasileira editora, 1932.
- A mulher é uma degenerada ? (la femme est-elle un être dégénéré ?), Civilização Brasileira editora, 1932.
- Fascismo: filho dileto da Igreja e do Capital (Fascisme, fils direct de l'église et du capital).

## Sources
- Centre International de Recherches sur l'Anarchisme (Lausanne) : notice bibliographique.
- Dictionnaire international des militants anarchistes : notice biographique.
- L'Éphéméride anarchiste : notice biographique.